# Crepe (singolo)
Crepe è un singolo del cantante italiano Irama, pubblicato il 25 settembre 2020 come terzo estratto dal secondo EP omonimo.

## Video musicale
L'8 ottobre 2020 è stato pubblicato sul canale YouTube del cantante il video musicale, diretto da Gianluigi Carella.

## Tracce
Testi di Giuseppe Colonnelli, Filippo Maria Fanti, Naicok Nay Fuentes Perez, musiche di Andrea Debernardi, Filippo Maria Fanti, Giulio Nenna.
1. Crepe – 2:47

## Formazione
Musicisti
- Irama – voce
- Giulio Nenna – tastiere, sintetizzatore

Produzione
- Andrea DB Debernardi – produzione, editing, programmazione, produzione vocale, mastering, missaggio
- Giulio Nenna – produzione
- Marco Peraldo – Editing, produzione vocale
- Michael Gario – Editing, produzione vocale

## Classifiche
| Classifica (2020) | Posizione massima |
| ----------------- | ----------------- |
| Italia            | 18                |